# 1988年教育改革法令
《1988年教育改革法令》（英語：Education Reform Act 1988）被广泛认为是继拉布·巴特勒的《1944年教育法令》之后，英格兰、威尔士和北爱尔兰最重要的教育法例。苏格兰的教育法例独立于英国其他地区。

## 内容
1988年教育改革法的主要规定包括：
1. 引进直接拨款公立学校（Grant-maintained school，縮寫GMS）。中小学可以摆脱各自地方政府的影响，直接得到中央政府的完全资助。
2. 引进地方学校管理（Local Management of Schools，縮寫LMS）。法案允许所有学校脱离地方政府直接的财政控制，财政权交给校长
3. 引进国家课程（National Curriculum，縮寫NC）。
4. 在学校引进“关键阶段”（Key Stage，縮寫KS）。在每个关键阶段必须达到规定的教育目标。
5. 引进选择要素（element of choice），父母可指定哪所学校是其首选目标。
6. 引进成绩名次表，发布考试成绩。